# 용지역
용지(보윤약국)역(Yongji(A Pharmaceutical Bureau)Station, 龍池驛)은 대구광역시 수성구 범물1동 용지네거리 동편에 있는 대구 도시철도 3호선의 역이다. 현재 대구 도시철도 3호선의 종점으로, 인근에 주박전용기지인 범물차량사업소와 관계삼거리, 용지네거리가 있다. 이 역부터 칠곡경대병원역까지 모두 지상 구간이다.
칠곡경대병원방면 승강장 바깥에 범물주박기지 입출고선이 단선으로 설치되어 있으며, 야간에 8편성이 주박한다.

## 역명의 유래
역 서쪽에 위치한 네거리 이름이 용지네거리라서 역명을 정했다.

## 역 구조
2면 2선의 상대식 승강장이 있는 지상역이다. 난간형 스크린도어가 설치되어 있다.

### 승강장
| 범물 ↑    |
| \| 상     |
| 시·종착역 |

| 상행 | ● 대구 도시철도 3호선 | 범물·어린이세상·청라언덕·칠곡경대병원 방면 |
| 하행 | ● 대구 도시철도 3호선 | 당역종착                                   |

- 대합실을 통과해 반대편 승강장으로 이동이 가능하다.

## 역사
- 2013년 10월 2일: 용지역으로 역명 결정
- 2015년 4월 23일: 대구 도시철도 3호선 개통과 함께 영업 개시

## 역 주변
| 나가는 곳 | 방면                                              |
| --------- | ------------------------------------------------- |
| 1         | 범일중학교                                        |
| 2         | 범물2동행정복지센터 대구범일초등학교 범물중학교   |
| 3         | 대구복명초등학교 범물1동행정복지센터 범물동우체국 |
| 4         | 수성구립용학도서관 대구범물초등학교               |

## 승차량 변동
| 노선  | 승차 인원 | 승차 인원 | 승차 인원 | 승차 인원 | 승차 인원 | 주석  |
| 노선  | 2015년    | 2016년    | 2017년    | 2018년    | 2019년    | 주석  |
| ----- | --------- | --------- | --------- | --------- | --------- | ----- |
| 3호선 | 2,476     | 2,315     |           |           | -         | [ 1 ] |

## 사진

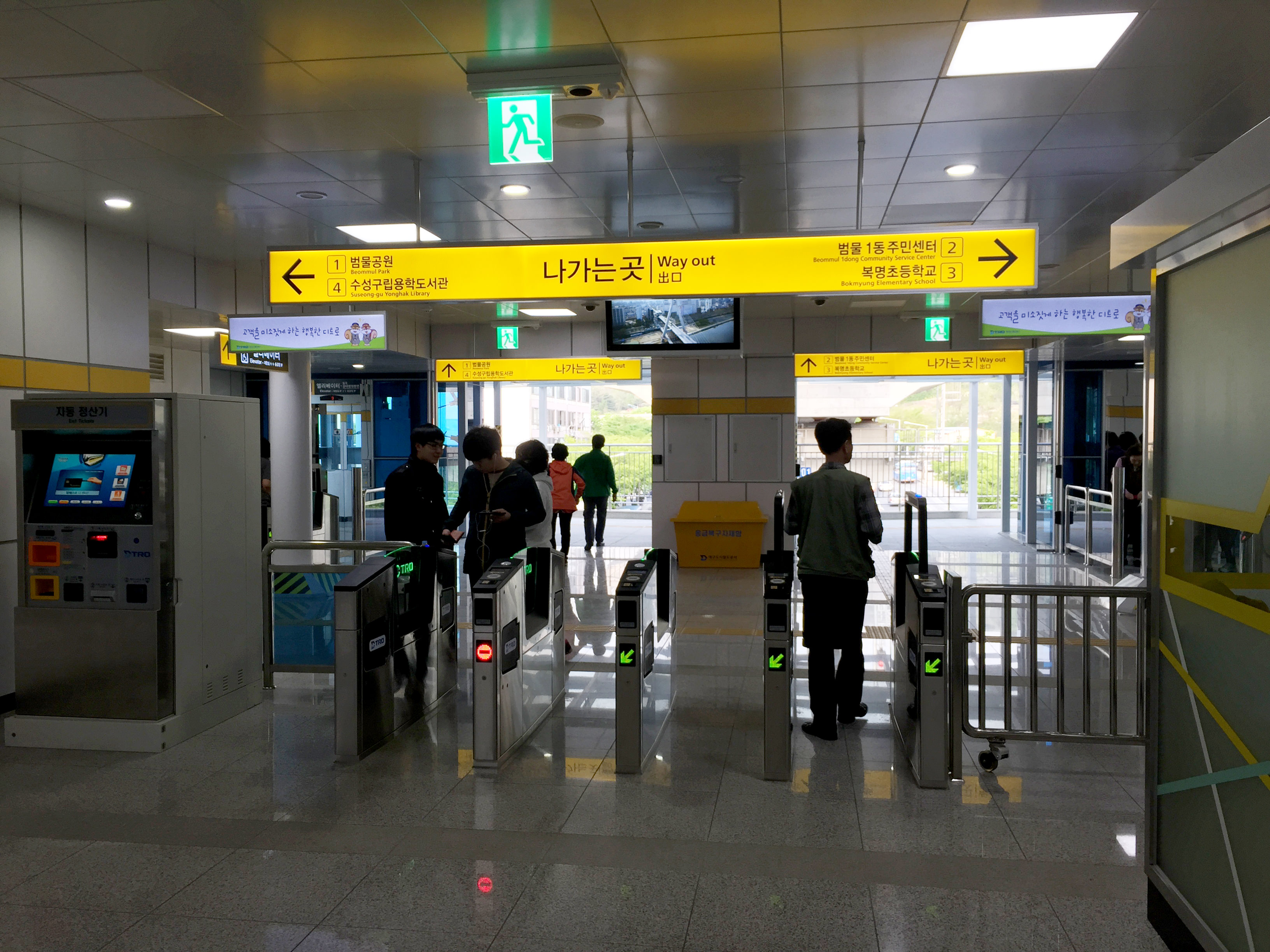
개찰구
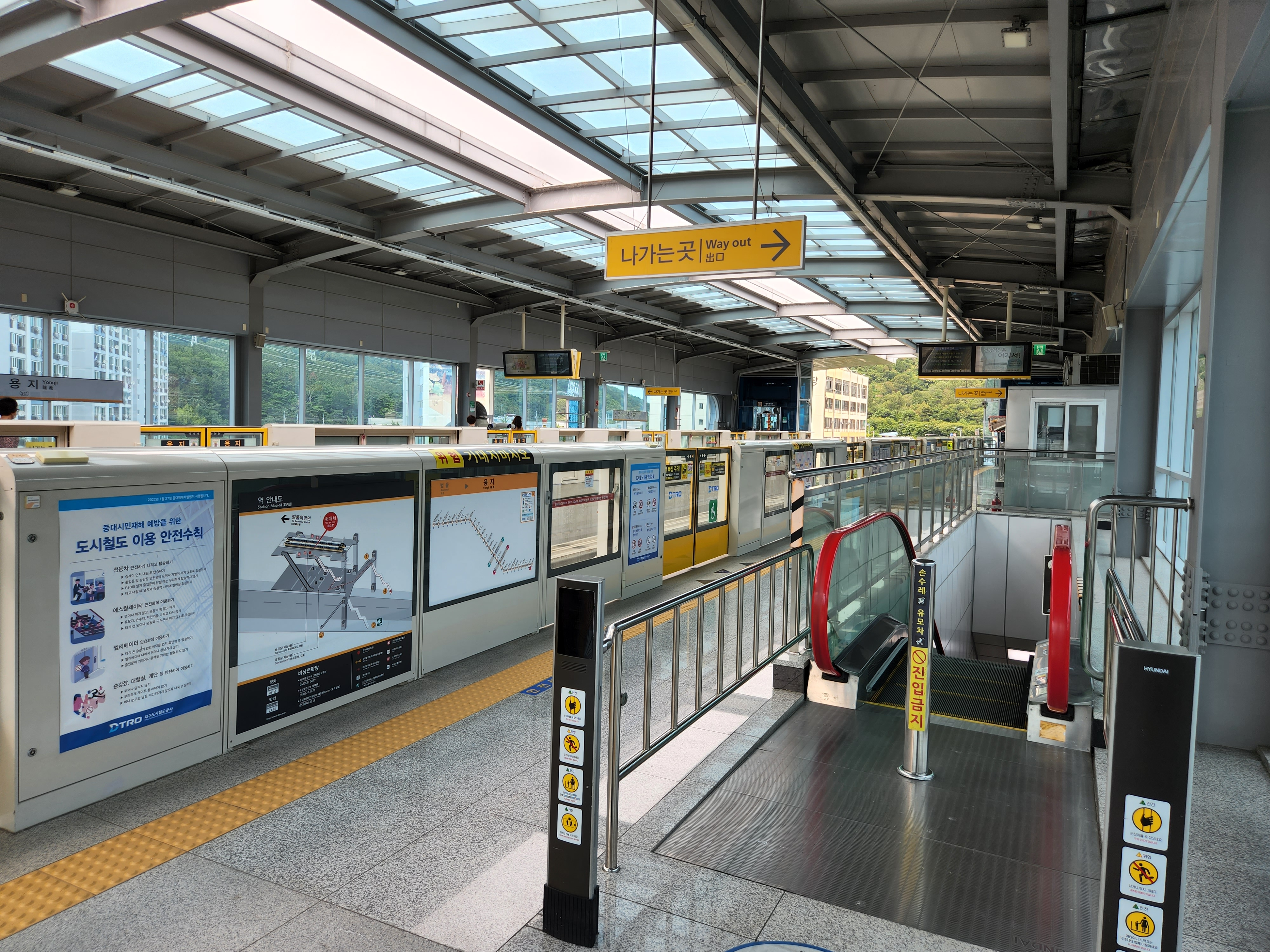
승강장(당역 종착)

## 인접한 역
| 대구 도시철도 3호선        | 대구 도시철도 3호선   | 대구 도시철도 3호선 |
| -------------------------- | --------------------- | ------------------- |
| 340 범물 칠곡경대병원 방면 | ● 대구 도시철도 3호선 | 시·종착역           |